# 孝文貞皇后
孝文貞皇后（5世纪—483年），林氏，平凉郡（今甘肃省平凉市）人，孝文帝元宏少年时候的妃子，废太子元恂的生母。曾追封为皇后，後被追废。

## 生平
林氏比元宏年长很多，她的叔叔林金閭本来是宦官，受到保太后常氏的宠信，官至尚书，她的父亲林胜也因此做了太守。之后乙浑杀死了林家两兄弟。林胜无子，两个女儿入掖庭。466年，乙浑被文明太后处死，次年（467年），元宏出生。
林氏容色美丽，483年给元宏生下了长子元恂。元宏性情仁厚，恳求文明太后留她一命，文明太后不肯，林氏遂被按照子贵母死的制度处死，追封贞皇后。
498年太子元恂被废，不久又被元宏赐死。次年十月，元宏将已经死了多年的林氏追废为庶人。

## 延伸阅读
[在维基数据编辑]
 《魏書/卷13》，出自魏收《魏书》
 《北史/卷013》，出自李延壽《北史》